# Nosal i Skrob: Przygody w przebraniu
Nosal i Skrob: Przygody w przebraniu (ang. Nuzzle and Scratch: Frock 'n' Roll) – brytyjski serial animowany, którego światowa premiera odbyła się 7 lutego 2011 roku. W Polsce emitowany na kanale CBeebies w latach 2012–2014 i ponownie w latach 2017–2018. 

## Fabuła
Nosal i Skrob pracują teraz w sklepie ze śmiesznymi rzeczami, co jest okazją do nowych żartów i mnóstwa świetnej zabawy.

## Obsada
- Neil Sterenberg - Nosal
- Dave Chapman - Skrob
- Ian Kirkby - Kapitan Carrington
- Ella Diakite - jedna z bliźniaczek
- Eva Diakite - jedna z bliźniaczek[5]

## Wersja polska
W rolach głównych wystąpili:
- Mateusz Brzeziński – Nosal
- Tomasz Przysiężny – Skrob
- Jacek Labijak – Kapitan Carrington

W pozostałych rolach:
- Krzysztof Grabowski

i inni
Dialogi: Barbara Gieburowska
Reżyseria: Karolina Kinder
Nagranie i realizacja dźwięku: Marcin Kalinowski
Kierownictwo produkcji: Paweł Żwan
Opracowanie wersji polskiej: Studio Tercja Gdańsk dla Hippeis Media
Lektor tyłówki: Tomasz Przysiężny